# タカオフウロ
タカオフウロ（Geranium wilfordii var. chinense）は、フウロソウ科フウロソウ属に属する多年生草本植物である。
特徴として花茎や萼片に開出毛があり、茎には伏毛がある。葉は3深裂している。全長は30cm - 50cm程度である。花期は夏から秋にかけてである。名前は東京都の高尾山で観察できることに由来する。